# Vem Cair na Zueira
"Vem Cair na Zueira" é uma canção do girl group brasileiro Rouge, lançada como terceiro single do segundo álbum de estúdio das meninas, C'est La Vie (2003). A canção foi escrita e produzida por Rick Bonadio, e traz mais uma vez o zouk e elementos latinos na sua sonoridade. A canção fala sobre viver em paz, se divertir, sem pensar em nada. No meio da canção, Aline faz um rap.
Lançada como terceiro single do álbum, "Vem Cair na Zueira" se tornou um sucesso, alcançando o Top 10 das paradas de sucesso do Brasil. O grupo fez uma participação no filme "Xuxa Abracadabra", da artista Xuxa Meneghel, cantando e performando a canção. Assim como os outros singles de C'est La Vie, "Vem Cair na Zueira" foi promovida exaustivamente, sendo cantada em inúmeros programas de TV, como o Domingo Legal, Hebe, Sabadaço, Falando Francamente, entre outros. 

## Antecedentes e composição
Após o sucesso do primeiro álbum, "Rouge" (2002), que vendeu mais de 1 milhão de cópias, e do hit "Ragatanga", que ficou mais de 2 meses no topo das paradas de sucesso, a Sony Music resolveu lançar um novo álbum da banda, seguindo os mesmos moldes do primeiro álbum, com a diferença de trazer um novo estilo para o grupo. Para isso, foi trazido para o álbum o ritmo zouk que já estava presente na cena musical principalmente na Europa. O ritmo possui uma semelhança com a lambada e surgiu nas Antilhas.
Fantine Thó, também integrante do grupo, comentou sobre o novo estilo: 
| “ | "O zouk está no Brasil há muito tempo, mas nenhum artista ainda o apresentou para o grande público. Estamos lançando o pop zouk, com a cara do Rouge". | ” |

## Composição e letra
"Vem Cair na Zueira" foi escrita e produzida por Rick Bonadio, e conta com alguns versos em espanhol. A canção, assim como o primeiro single "Brilha La Luna", deriva-se do zouk, só que ainda mais perto do "zouk raiz," segundo Patrícia. Para Denis Moreira, da Revista Época, "a canção tem grande apelo pop." "Vem Cair na Zueira" começa com Karin cantando sobre como a vida é bela, e que ela só quer viver em paz, enquanto Luciana questiona sobre as pessoas com tanto dinheiro, que querem sempre mais, e convida todos a dançar. No refrão, as garotas trocam versos em português e espanhol, "Oba Oba Oba Oba Oba Êh! Vem cair na zueira Oba Oba Oba Oba Oba Êh! Guapa Chica Maneira Oba Oba Oba Oba Oba Êh! Vem cair na zueira Oba Oba Oba Oba Oba Êh! Não fica de bobeira."
Na segunda parte, Karin canta sobre o tempo, que não volta mais, enquanto Luciana fala que cantar é seu destino, e convoca todos a dançar mais uma vez. No bridge, as garotas cantam, "Um fala que toma, um fala que tem, tem", repetidamente. Após o bridge, Aline faz um rap, fazendo referência ao sucesso "Ragatanga", entre outras coisas, "[...] O DJ tá ligado e já conhece o estilo O som da meia noite todo mundo tá curtindo Vem, vem que agora a banca vai quebrar O Raga-Ragatanga ele botou pra tocar, então Vem, vem bailar o Zouk com a gente...", Aline canta.

## Divulgação
As meninas do Rouge fizeram seu debut no cinema, ao participar do filme "Xuxa Abracadabra", de 2003, da artista Xuxa, ao cantar e performar "Vem Cair na Zueira" no filme, como se estivessem num show. As cantoras também participaram da coletiva do filme, na época de estréia do longa metragem.
A canção foi divulgada em diversos lugares, como no Domingo Legal, Hebe, Bom Dia e Cia, Programa Raul Gil, É Show, Falando Francamente, Boa Noite Brasil, Sabadaço, Melhor da Tarde, Programa da Eliana, entre outros. "Vem Cair na Zueira" também fez parte do DVD da banda A Festa dos Seus Sonhos (2003). A canção também fez parte da setlist de todas as turnês da banda: a Brilha La Tour (2003), a Turnê C'est La Vie (2003), a Turnê Planeta Pop: Rouge & Br'oz (2004), a Turnê Blá Blá Blá (2005), a Turnê Chá Rouge (2017) e a Turnê Rouge 15 Anos (2018).

### Outras versões
Uma versão em espanhol da canção, intitulada "Ven aqui pachanguea", foi feita para o álbum "Rouge En Español", mas o álbum acabou não sendo lançado, devido à saída de Luciana. Mesmo assim, a canção foi lançada na internet.

## Faixas
CD Single
1. "Vem Cair Na Zueira" - 3:23